# Mercado Ferreira Borges

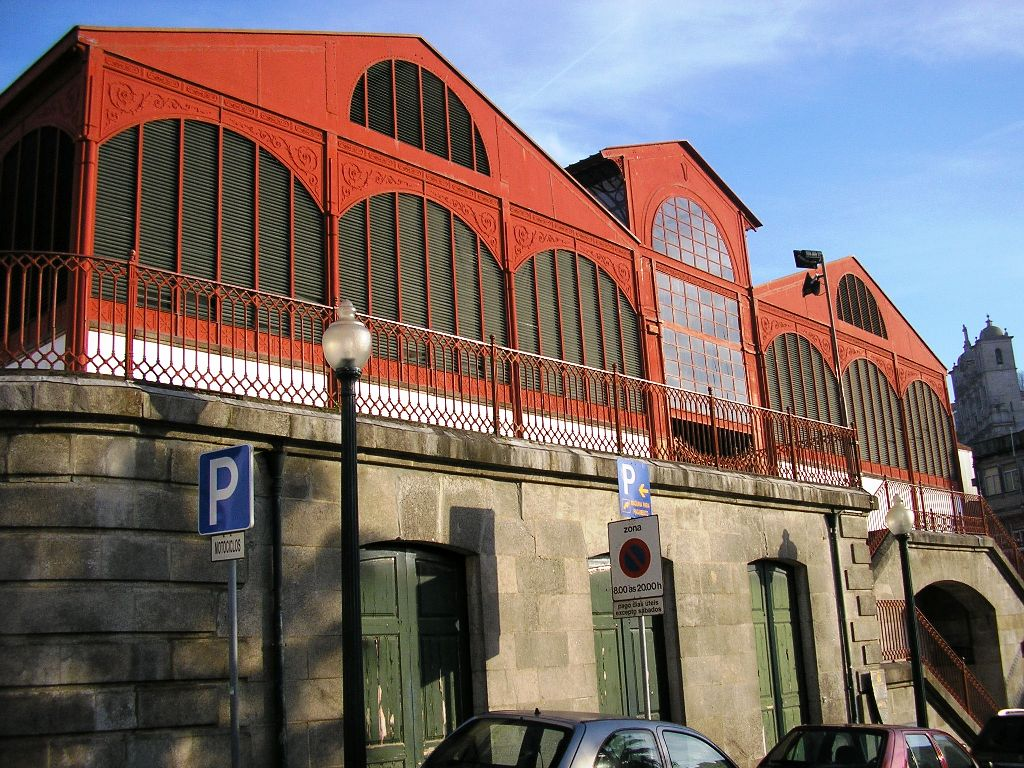
O Mercado Ferreira Borges, junto do Palácio da Bolsa, no Porto.

O Mercado Ferreira Borges é um edifício histórico localizado na da cidade do Porto, em Portugal, com acessos pela Praça do Infante D. Henrique, Rua de Ferreira Borges, Rua de Sousa Viterbo e Rua Mouzinho da Silveira.
Construído em 1885 para substituir o já velho Mercado da Ribeira, e nunca tendo cumprido as funções para as quais foi originalmente destinado, em virtude da reticência dos negociantes em deixar o mercado anterior, o Mercado Ferreira Borges é hoje utilizado para exposições e feiras de âmbito cultural.
O Mercado Ferreira Borges está classificado como Imóvel de Interesse Público desde 1982.
Situado acima da Praça da Ribeira, em frente ao Jardim do Infante, assim denominado devido à estátua que domina o jardim, encimada pela figura do navegador Infante D. Henrique apontando o caminho para os descobrimentos portugueses. Lateralmente ao jardim está situado o Palácio da Bolsa.
O nome do mercado homenageia José Ferreira Borges, um jurisconsulto e político portuense que esteve na génese da implantação do regime liberal em Portugal.
Atualmente já não serve como mercado do município, sendo explorado por privados. Este é mais conhecido por Hard Club, e serve como espaço cultural. Por ele passam concertos, exposições, feiras de livro e música, servindo também como estúdio.